# Viorel Grigoraș
Viorel Grigoraș (n. 5 octombrie 1958

) este un senator român, ales în 2012. 